# 軽井沢駅

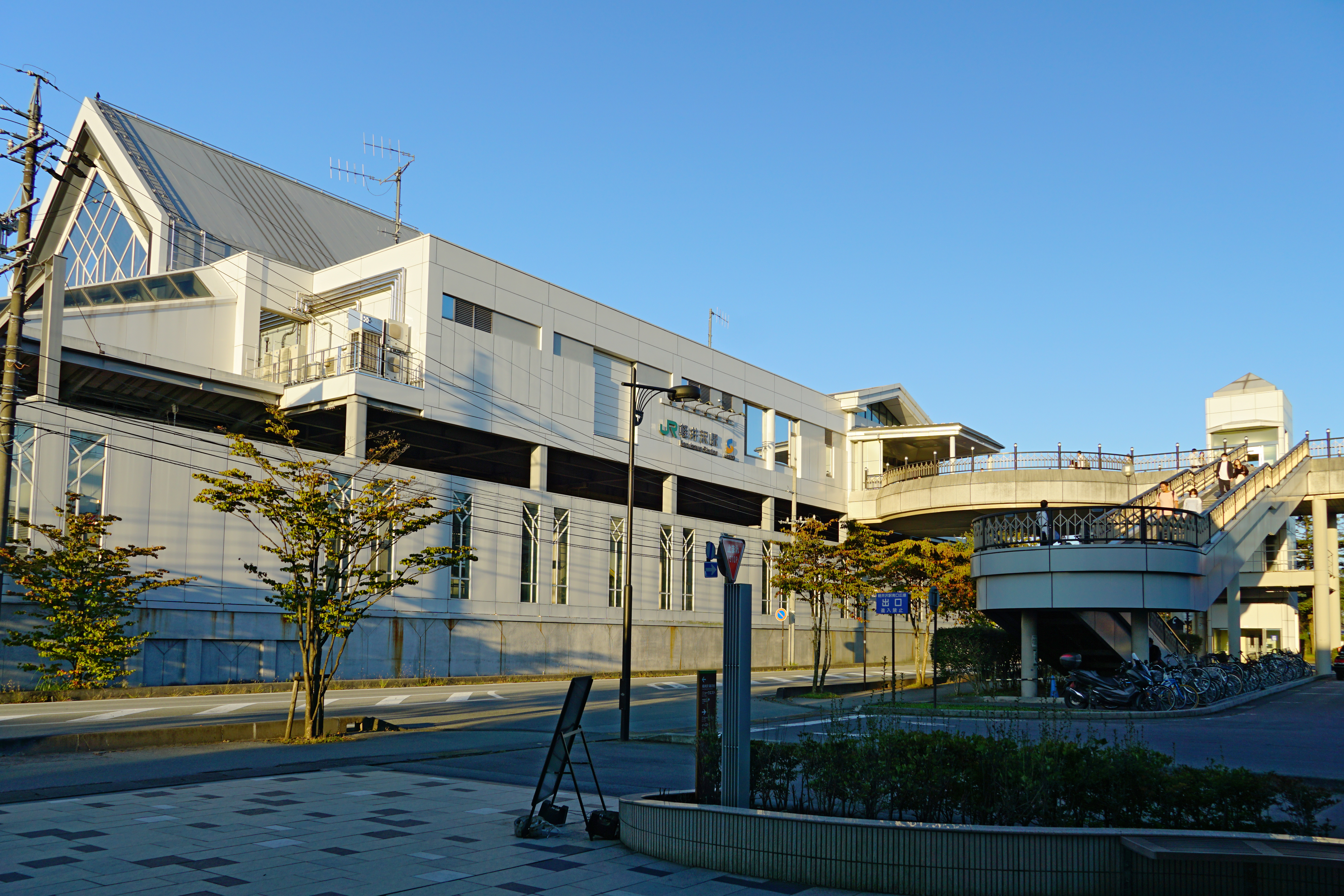
南口（2022年9月）

軽井沢駅（かるいざわえき）は、長野県北佐久郡軽井沢町大字軽井沢にある、東日本旅客鉄道（JR東日本）・しなの鉄道の駅。
長野県内の鉄道駅では最東端に位置する。事務管コードは▲510201を使用している。

## 乗り入れ路線
1997年（平成9年）10月1日にJR東日本の北陸新幹線と、しなの鉄道のしなの鉄道線が乗り入れ、接続駅となった。
1997年（平成9年）9月30日まではJR東日本の信越本線の途中駅であったが、翌10月1日に北陸新幹線が長野駅まで開業した際、その並行在来線となった信越本線のうち、横川駅 - 当駅間は廃止された。当駅 - 篠ノ井駅間は経営分離されてしなの鉄道線となり、当駅がその起点となった。

## 歴史

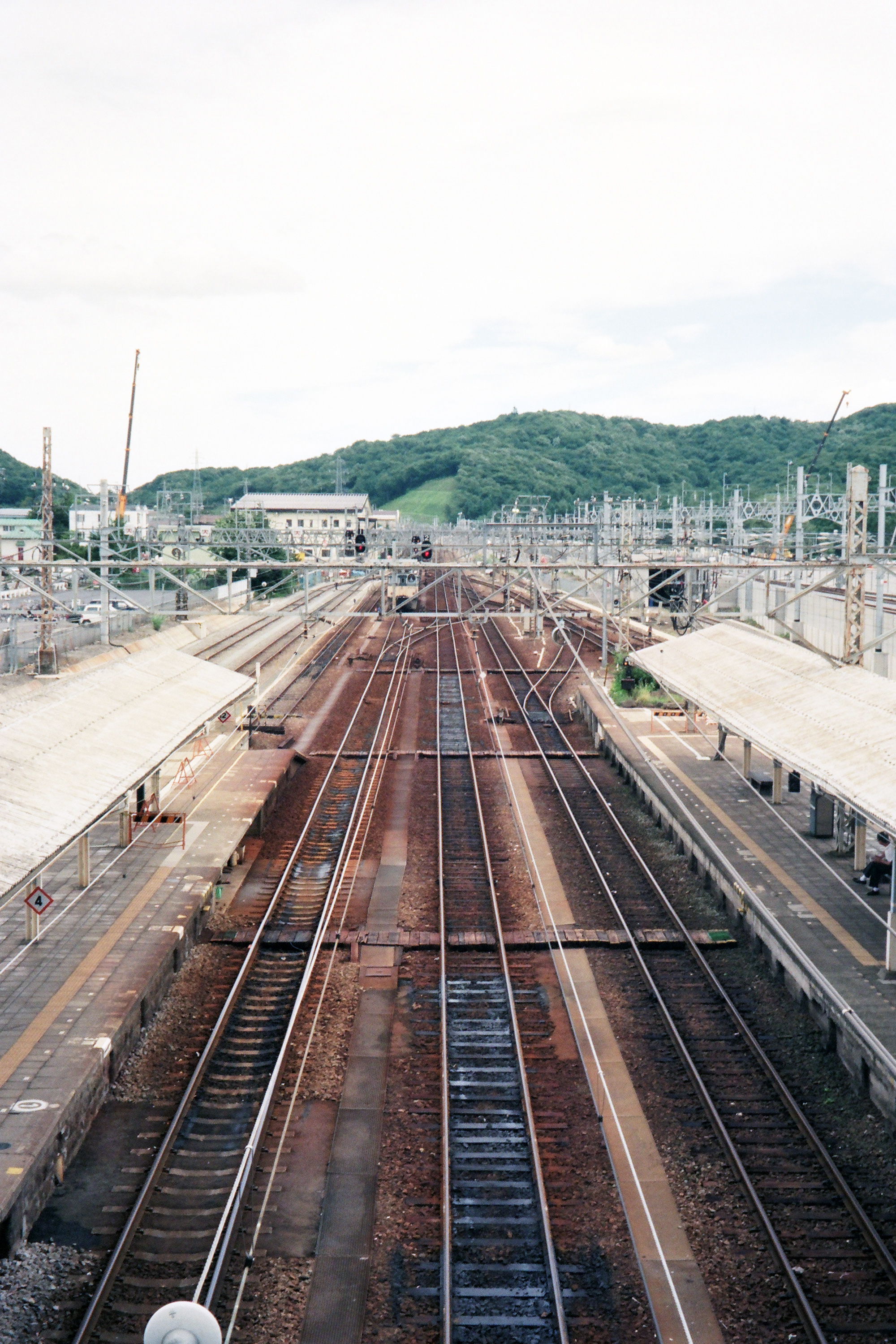
当駅 - 横川駅間廃止前の構内

旧信越本線の横川駅 - 当駅間（碓氷峠区間）には旧国鉄の最急勾配（66.7‰）が存在し、これを越えるためにこの区間を通過する列車はすべて、当駅で補助機関車を連結し、横川駅（群馬県）まで走行していた。
北陸新幹線（長野新幹線）開業前においては、信越本線は当駅から長野方面へ2つ先の信濃追分駅までが高崎支社の管内だったが、新幹線開業後の当駅は長野支社の管内となっている。

### 年表
- 1888年（明治21年）

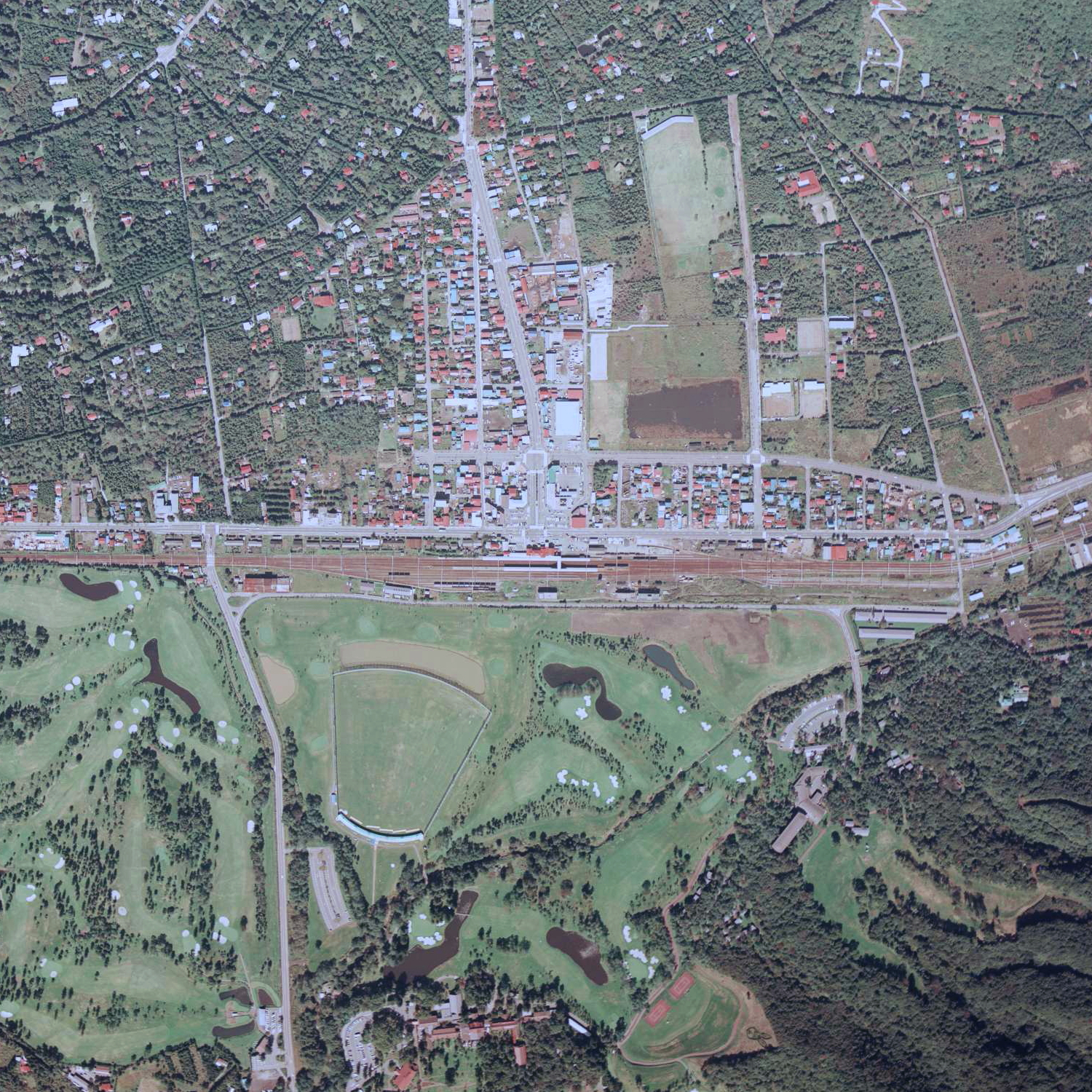
軽井沢駅周辺の空中写真（1975年10月撮影）

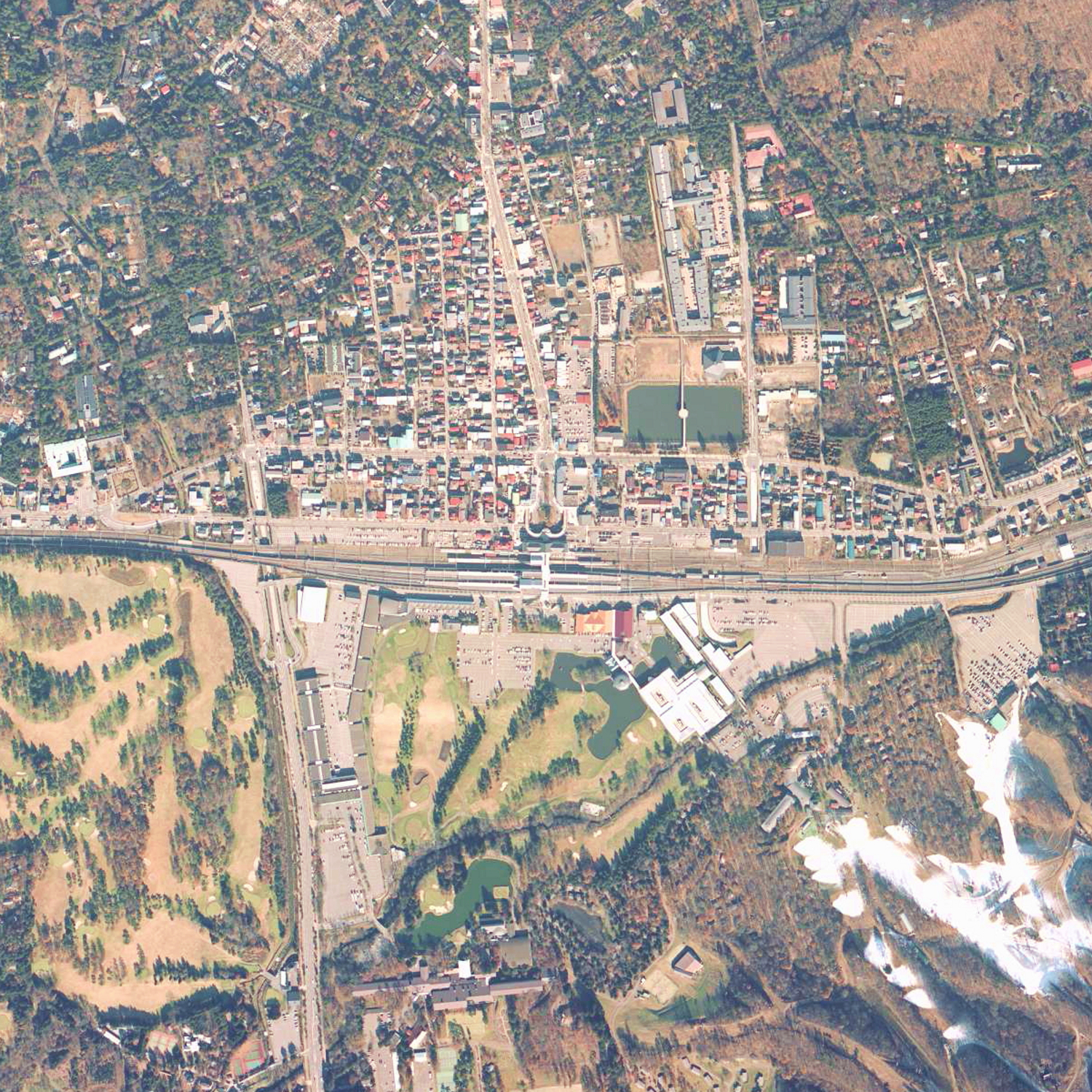
軽井沢駅周辺の空中写真（2005年10月撮影）

  - 9月5日：碓氷馬車鉄道 横川駅 - 当駅間が開通[6]。
  - 12月1日[4]：官設鉄道 上田駅 - 当駅間が延伸開業。直江津駅 - 当駅間の官設鉄道（のちの信越本線→しなの鉄道線）線の駅として、軽井沢駅を開設[7]。
- 1893年（明治26年）4月1日：官設鉄道 横川駅 - 当駅間（碓氷峠区間）に、アプト式ラックレールを採用し開業[8]。碓氷馬車鉄道は使命を終えて廃線[6]。
- 1901年（明治34年）4月：官設鉄道 矢ヶ崎信号所 - 当駅間が複線化[8]。
- 1909年（明治42年）10月12日：国有鉄道線路名称の制定に伴い、当駅を含む高崎駅 - 新潟駅間が信越線（しんえつせん）と命名される[6]。
- 1912年（明治45年）5月11日：信越線 横川駅 - 当駅間が電化（直流600V・第三軌条式）[7]。日本初の幹線電化[7]。
- 1914年（大正3年）6月1日：当駅を含む信越線 高崎駅 - 新潟駅間が信越本線に改称[6]。
- 1915年（大正4年）7月22日：草軽軽便鉄道 新軽井沢駅（当駅に隣接） - 小瀬駅（のちの小瀬温泉駅）間が開業[9]。
- 1924年（大正13年）
  - 2月15日：草軽軽便鉄道が草津電気鉄道に社名変更[6]。
  - 11月1日：草津電気鉄道 新軽井沢駅 - 嬬恋駅間が電化。
- 1939年（昭和14年）4月28日：草津電気鉄道が草軽電気鉄道に社名変更[10]。
- 1949年（昭和24年）6月1日：日本国有鉄道法の施行に伴い、日本国有鉄道（国鉄）に継承。
- 1960年（昭和35年）4月25日：草軽電気鉄道が廃止[6]。
- 1963年（昭和38年）
  - 6月21日：信越本線 当駅 - 長野駅間が電化[7]。
  - 7月15日：信越本線 横川駅 - 当駅間をEF63重連による粘着運転に切り替え、電圧を直流600Vから直流1500Vに昇圧[8]。
  - 9月30日：信越本線 横川駅 - 当駅間のアプト式を廃止[8]。
- 1967年（昭和42年）7月18日：信越本線 当駅 - 中軽井沢駅間が複線化[7]。
- 1972年（昭和47年）2月19日：連合赤軍メンバー3人がホームで逮捕。警官から職務質問を受けた際、爆発物などを所持していた[11]。
- 1974年（昭和49年）10月1日：営業範囲を「旅客、荷物、車扱貨物」へ変更[12]。
- 1982年（昭和57年）11月15日：営業範囲を「旅客、荷物」へ変更[13]。
- 1984年（昭和59年）2月1日：営業範囲を「旅客」へ変更[14]。
- 1987年（昭和62年）
  - 3月31日：営業範囲を「旅客、荷物（新聞紙に限る。）」へ変更[15]。
  - 4月1日：国鉄分割民営化に伴い、東日本旅客鉄道（JR東日本）の駅となる[16]。
- 1997年（平成9年）10月1日：JR東日本北陸新幹線（長野新幹線）高崎駅 - 長野駅間が開業[新聞 3]。これに伴い、信越本線の横川駅 - 当駅間の碓氷峠区間は廃止され[新聞 2]、ジェイアールバス関東碓氷線に転換[新聞 4]。当駅 - 篠ノ井駅間はしなの鉄道に移管し、しなの鉄道線に改称[新聞 1]。
- 1999年（平成11年）5月26日：JR東日本の新幹線改札口に自動改札機を導入[17][18]。
- 2016年（平成28年）3月26日：北陸新幹線でSuica FREX/FREXパルが利用できるようになる[報道 1]。
- 2017年（平成29年）10月27日：旧軽井沢駅舎記念館をしなの鉄道の駅舎として復元し、使用を開始[報道 2][報道 3]。
- 2020年（令和2年）3月14日：新幹線eチケットサービスを開始[報道 4]。
- 2021年（令和3年）
  - 3月3日：当駅直結の「さわやかハット」内に駅ナカシェアオフィス「STATION BOOTH」が開業[19][報道 5][報道 6]。
  - 3月13日：タッチでGo!新幹線のサービスを開始[報道 7]。
- 2023年（令和5年）3月15日：廃線跡を利用したタイムズ軽井沢駅前店が営業を終了[20]。
- 2026年（令和8年）春：しなの鉄道線でICカード「Suica」の利用が可能となる（予定）[報道 8]。

## 駅構造
北陸新幹線（長野新幹線）の開業に伴い駅舎を全面改築し、軽井沢の代表的樹木「白樺」をイメージしてデザインされた橋上駅となった。旧駅舎は解体されたが、新駅舎開業後に明治期の姿を復元した（旧）軽井沢駅舎記念館が建てられ、2017年（平成29年）より改札口や出札窓口を新設して駅舎としても機能するようになった。また、駅舎改築と同時に南北自由通路が設置され、両端部ともペデストリアンデッキへつながっている。北側にしなの鉄道線、南側に北陸新幹線の改札がある。駅外観には、北口には「軽井沢駅」、南口には「JR軽井沢駅」と書かれている。

### JR東日本
島式ホーム（310 m）2面4線を有する地上駅。駅構内にはみどりの窓口、自動券売機、指定席券売機、えきねっと券売機、自動改札機、売店（NewDays）がある。
なお、かつては当駅にはホームドアがなかったため、2・3番線への列車接近時に列車案内放送とは別にサウンドファクトリー製のメロディーである「海の駅」を使用した自動放送が流れ、本線側にホームドアが設置された現在も列車接近時に鳴動する。
通過線はないが、駅東側（高崎方面）に急カーブ（半径800 m）があることで、通過列車のホーム通過速度がATC信号により110 km/h程度に減速されるためホームドアは開業当初から設置されていなかったが、のちに通過列車が走行する2・3番線ホーム（本線側）には12両分の可動式ホーム柵の設置工事が行われた。
駅の位置する標高は940.5 m。このため、日本全国の新幹線駅の中で一番標高が高い。

#### のりば
| 番線 | 路線       | 方向 | 行先                       |
| ---- | ---------- | ---- | -------------------------- |
| 1・2 | 北陸新幹線 | 上り | 高崎・大宮・東京方面       |
| 3・4 | 北陸新幹線 | 下り | 長野・富山・金沢・敦賀方面 |

付記事項
- 2・3番線が本線、1・4番線が副本線（待避線）である。高崎 - 長野間で唯一待避線を擁する。
  - 定期列車では待避の設定はなく、臨時「あさま」の一部が、臨時または定期の「かがやき」の待避で使用するほか、退避のない定期列車の一部便も1・4番線を使用することがある。
- 平日に1本、当駅始発の長野行き（あさま699号）が運転されている。

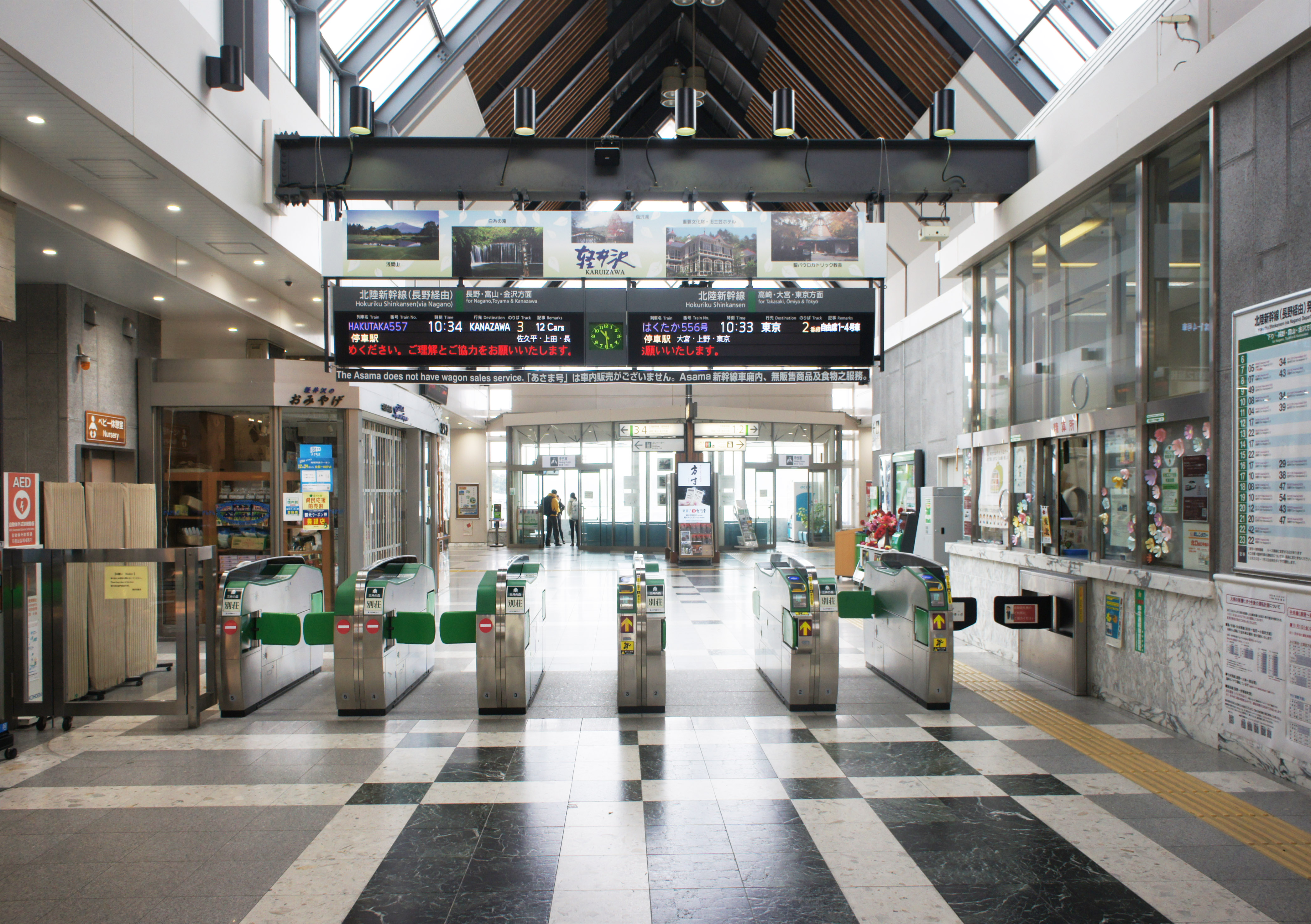
新幹線改札口（2021年10月）
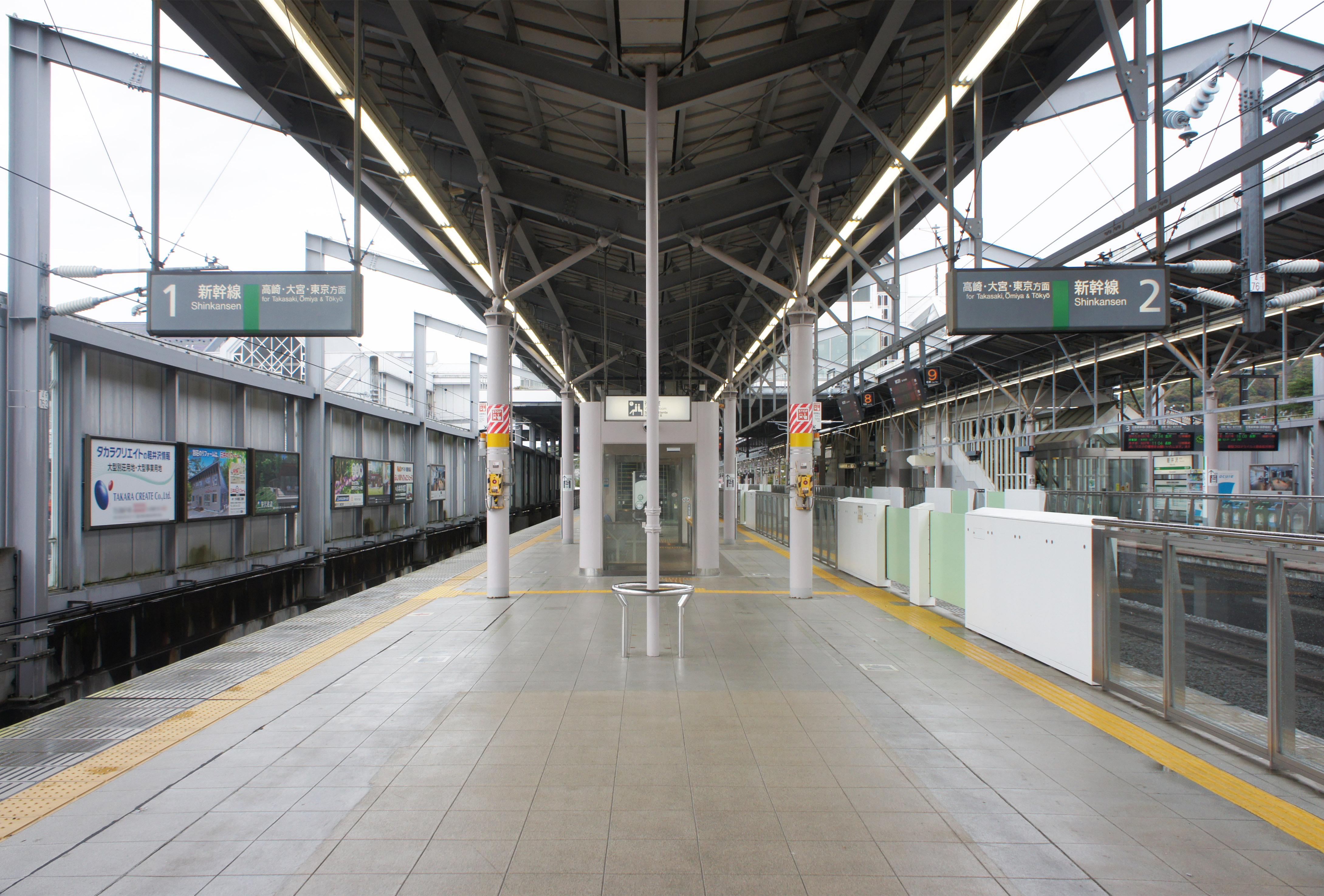
新幹線1番線・2番線ホーム（2021年10月）
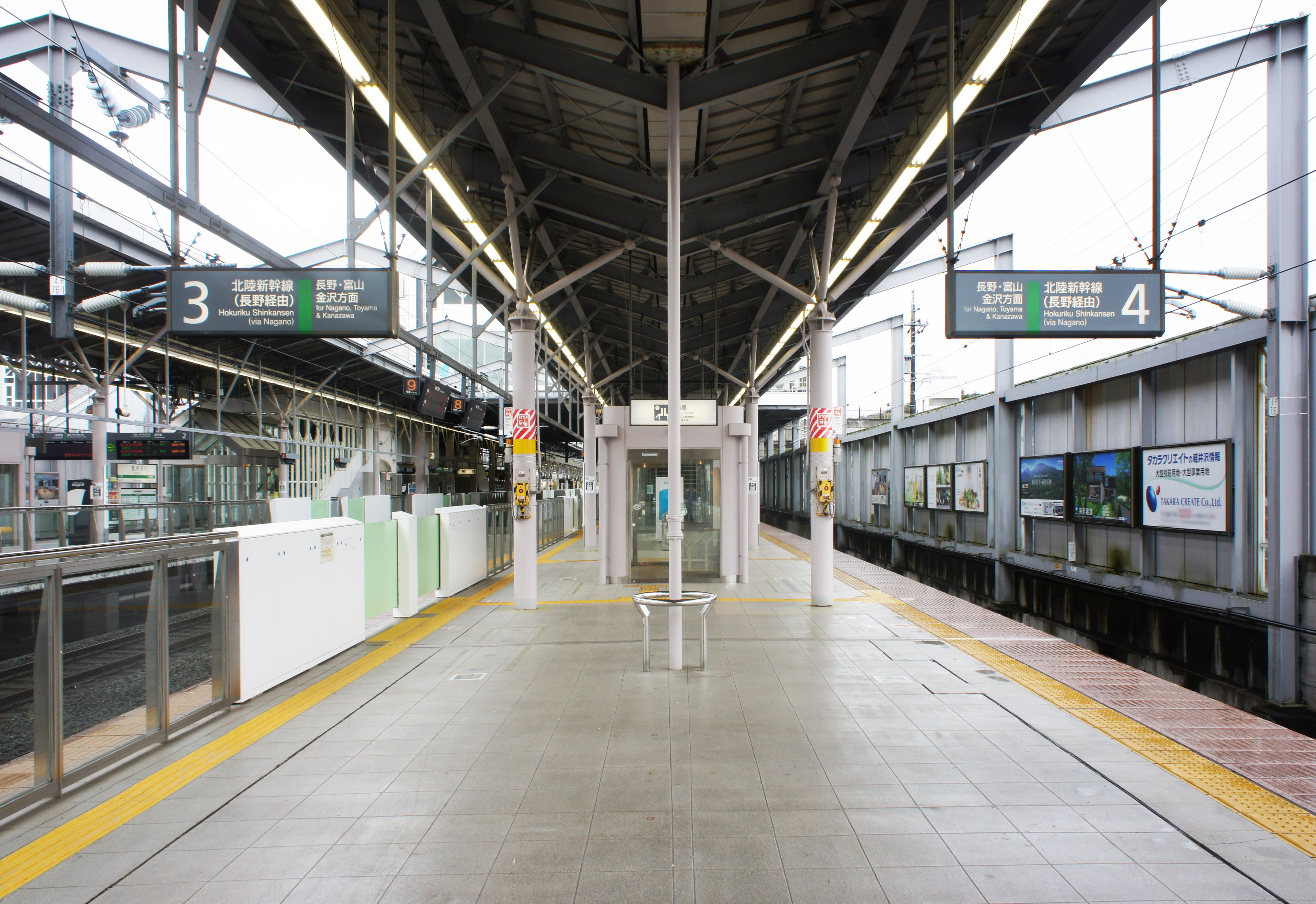
新幹線3番線・4番線ホーム（2021年10月）

### しなの鉄道
1面2線のホームを有する地上駅で、1番線が頭端式となっている。また、留置線を有している。ほとんどの定期電車は1番線を使うが、一部の電車のみが2番線を使う。
社員配置駅で、出札窓口、自動券売機（磁気券を発売）がある。

#### のりば
| 番線 | 路線          | 行先     |
| ---- | ------------- | -------- |
| 1・2 | ■しなの鉄道線 | 長野方面 |

付記事項
- しなの鉄道線の始発駅[新聞 1]。現在はホームの横川方に車止めが設置され（かつてはEF63重連切り離し位置付近だったが、2020年〈令和2年〉ごろに中ほどに移設された）、碓氷峠区間および横川駅とは完全に分断されている。
  - 2023年（令和5年）4月から2024年（令和6年）1月31日まで横川方のホーム未使用部、線路、架線柱などの解体が行われている。
- しなの鉄道開業時から長らく、矢ヶ崎踏切付近には車止めが設置されており、線路も碓氷峠鉄道文化むらを経由して横川駅へと繋がっていた[28]。
- 信越本線時代は単式1面1線の1番線、機回し線の2番線、島式1面2線の3番線・4番線、留置線など多数有していたが[7]、しなの鉄道になってから1番線は廃止され[4]、3番線・4番線だったホームが1番線・2番線となっている。また、旧1番線にはEF63 2号機[4]、アプト式電気機関車EC40[4]、軌道モーターカー、マルチプルタイタンパー、169系電車が（旧）軽井沢駅舎記念館の展示物として保存されていた[4]。その後旧駅舎口ゾーン工事に伴いモーターカーは解体、169系電車は2018年（平成30年）に黄色に塗られ、移動の上で遊具として利用されることとなったが、2021年（令和3年）2月に撤去された[29]。
- 発車メロディはカンノ製作所のものを使用している。ただし、ワンマン運転の場合は発車メロディは取り扱わず115系では乗降促進ベルが、SR1系では乗降促進メロディーが用いられる。

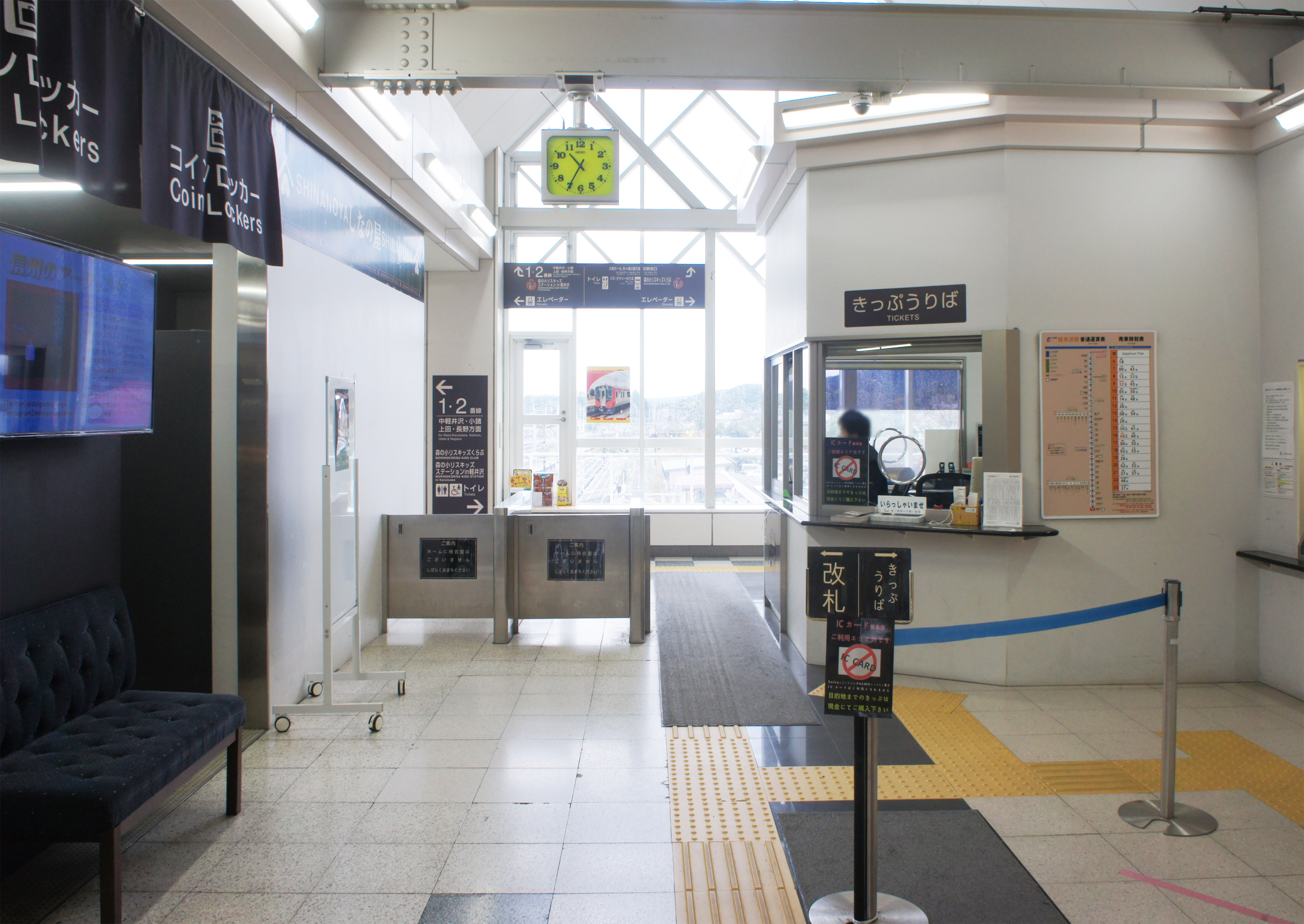
新駅舎改札口（2021年10月）
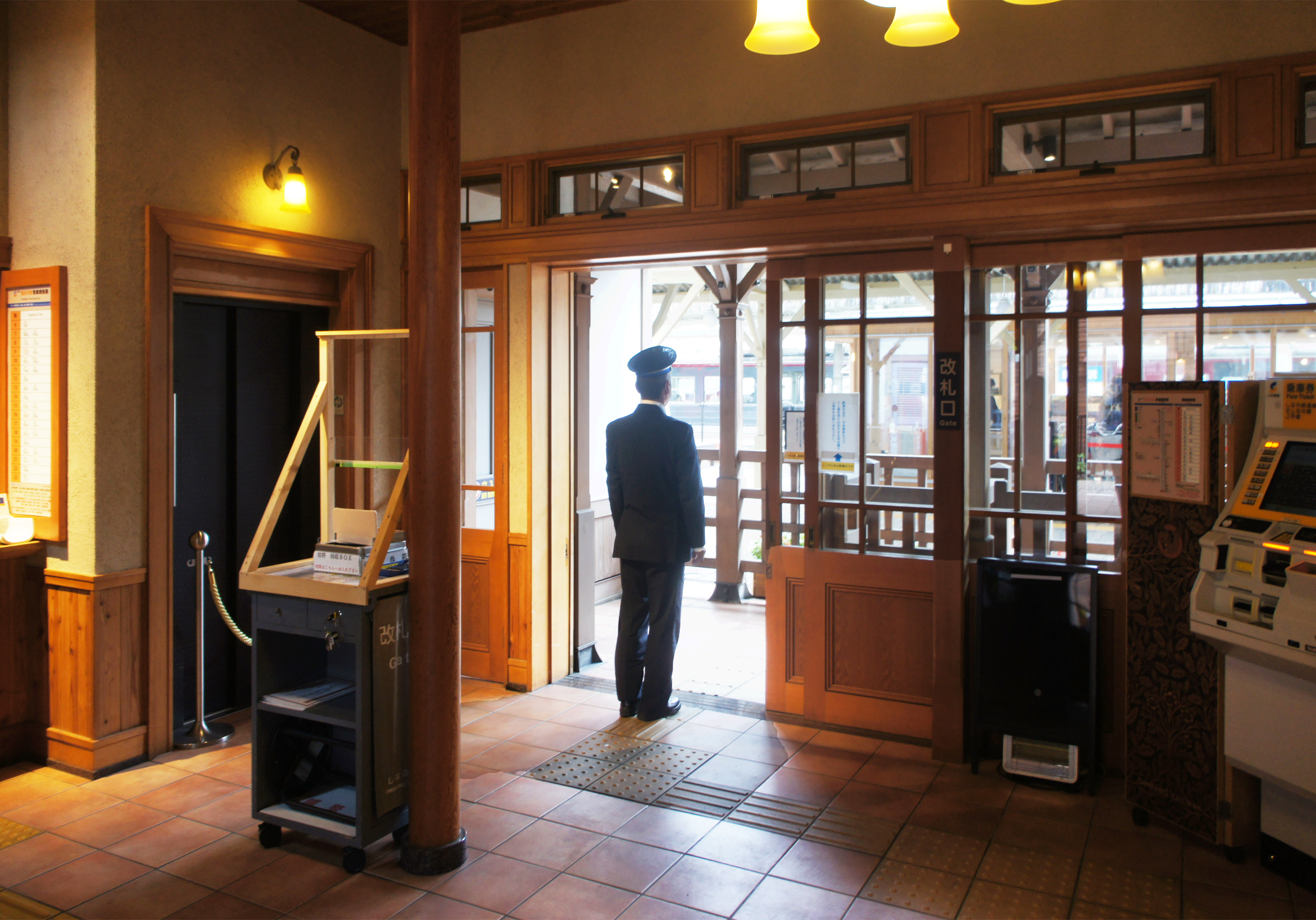
旧駅舎口改札（2021年10月）
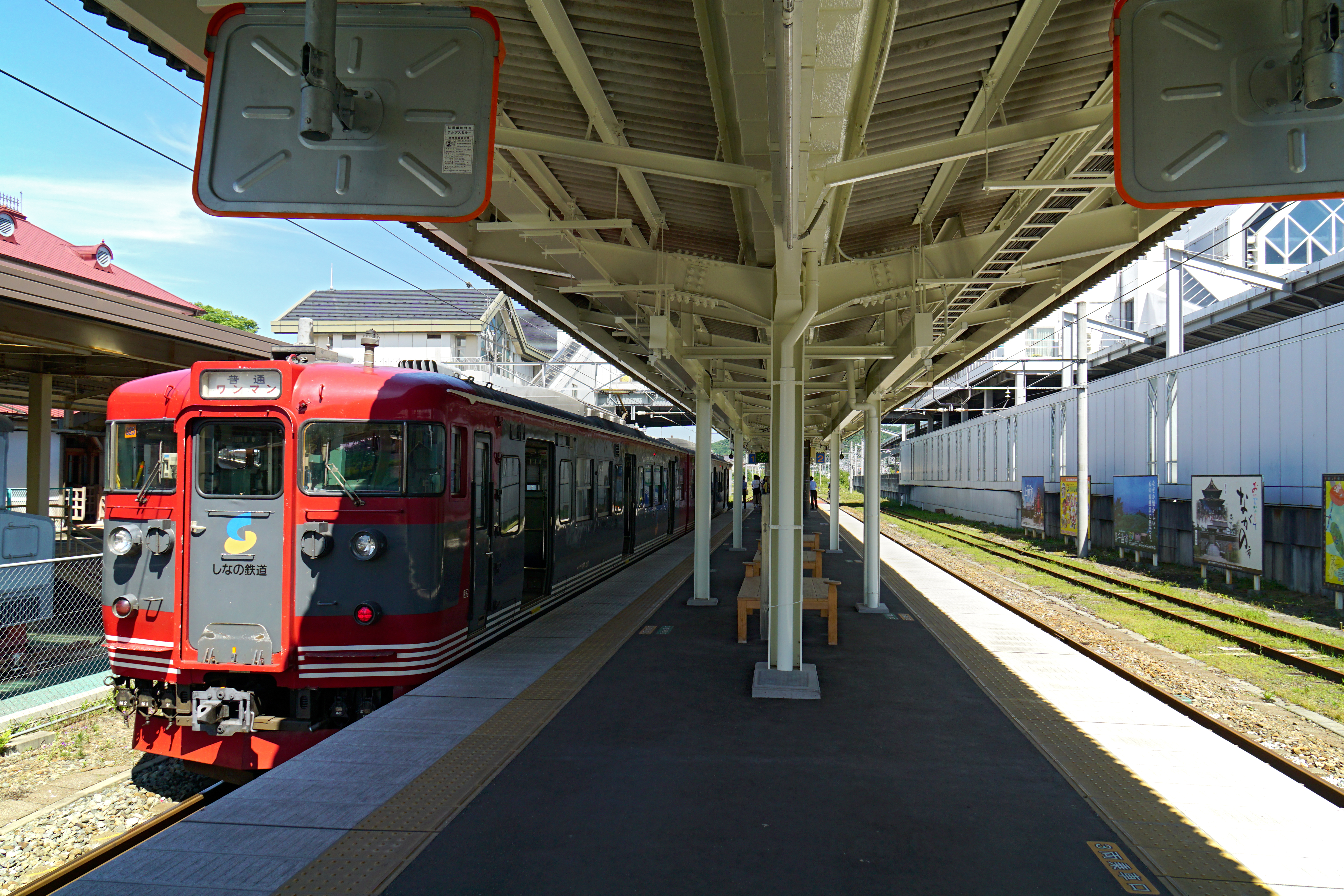
ホーム（左が1番線、右が2番線。2016年7月）
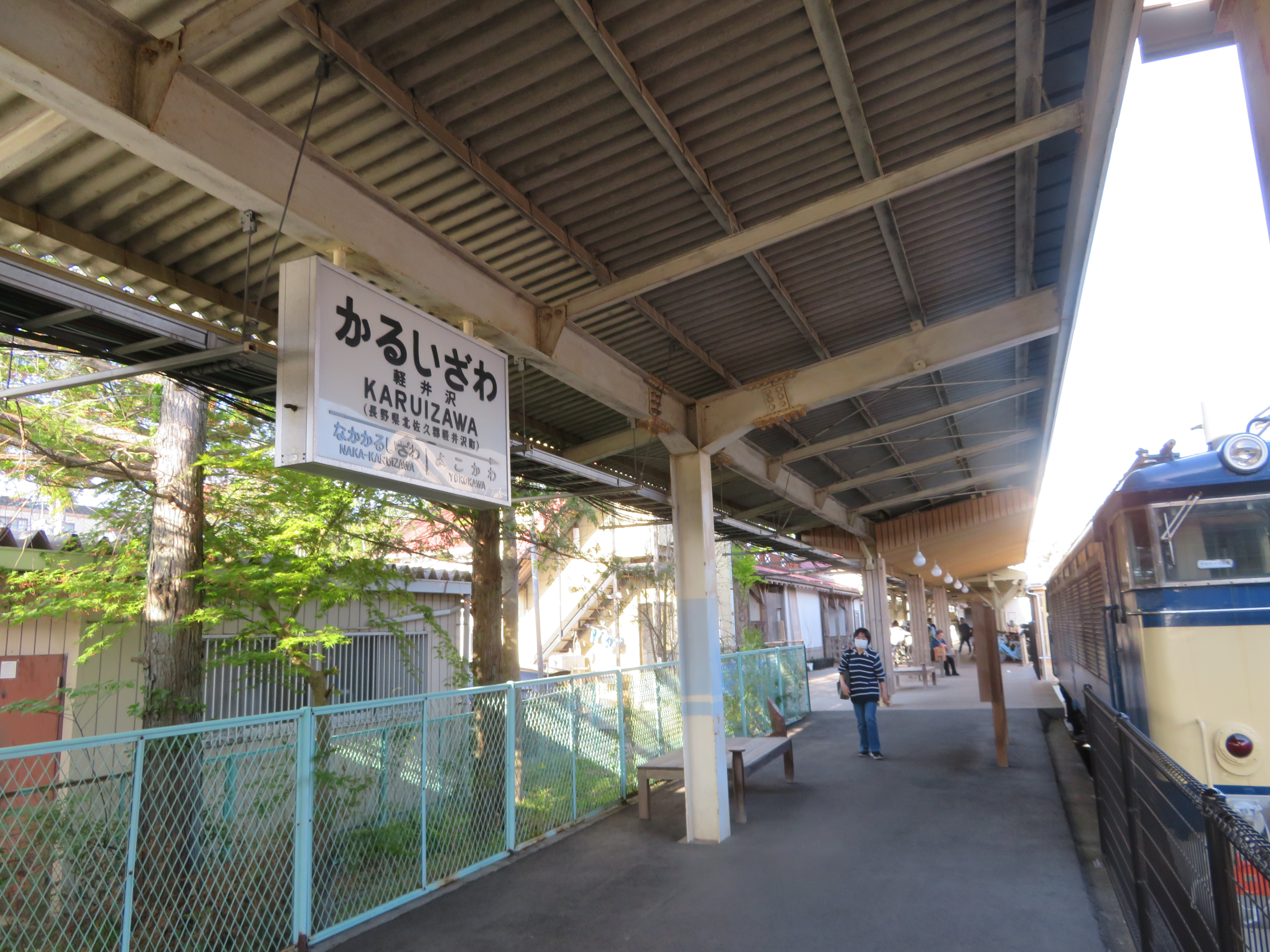
旧1番線、駅看板右下に「横川」と書いてあり、かつての信越本線時代の名残が残っている（2024年5月）

#### 旧駅舎口と駅ナカ商業スペースの開業
しなの鉄道は開業20周年の記念事業として、2017年（平成29年）10月27日に旧駅舎口を開業した。実物の旧駅舎は、しなの鉄道に移管された1997年（平成9年）に取り壊されており、その窓枠や天井の一部を移築して2000年（平成12年）に復元した町立（旧）軽井沢駅舎記念館の建物を利用した。ホームとは木製廊下で結び、観光列車「ろくもん」乗客向けの「ろくもんラウンジ」、子供と一緒に遊べる有料待合室「森の子リスキッズくらぶ」、長野県小布施町の名物である栗菓子を出すカフェ「茶寮 幾右衛門」などを併設している。
しなの鉄道は2017年（平成29年）3月に、軽井沢町より旧駅舎を借用して再び駅舎にする計画を発表し、改装を行った。2017年10月に旧駅舎（博物館だった建物）を駅として復活させ、改札口や駅事務所、ラウンジなどを設置。さらに1番線・2番線ホームと旧1番線ホームの間をデッキでつなぎ、レールバイクなどを設置するほか、保存車両の中を改装してプラレールで遊べる空間を作るなど「3世代で遊べる遊園地」を設けた。さらに駅事務所が移転した後の現駅舎3階には2018年（平成30年）3月23日に、駅ナカ商業スペース「しなの屋KARUIZAWA」がオープンした。2018年（平成30年）3月に全事業完了。総事業費は約4億円。デザイナーには水戸岡鋭治を起用した。

## 駅弁
元々は地元業者「油屋旅館弁当部」が駅弁を立売販売していた。ゴルフボールを模った容器に入った「ゴルフ弁当」やテニスのラケットの形をした容器に入った「テニスランチ」などが人気だったが1986年（昭和61年）に撤退した。2016年（平成28年）現在では、おぎのやが替わりに出店している。2021年（令和3年）より、軽井沢の老舗そば処「高美亭」も駅弁の販売が開始され、2023年（令和5年）1月現在は2社体制で駅弁販売を行なっている。
主な駅弁は下記の通り。
- 峠の釜めし
- 峠の鳥もも弁当
- 玄米弁当

しなの鉄道の改札前の待合室に併設されている駅そばは、JR東日本社員のアンケートで全国一となったことがある。おぎのやが営業しており、立ち食いそばとしては比較的珍しい、注文毎に生麺からゆでるタイプのものである。
なお、駅そばの発祥が軽井沢駅という説がある。1893年（明治26年）に軽井沢 - 横川駅間に鉄道が開通した際、碓氷峠を越えるけん引専用の車両を付け替える間、駅のホームで弁当とそばを丼に盛り売って回ったのが始まりとされる。

## 利用状況

### JR東日本
2023年度（令和5年度）の1日平均乗車人員は4,302人である。
1997年度（平成9年度）の長野新幹線開業後の推移は以下のとおりである。
なお、括弧内はJR東日本集計の「各駅の乗車人員」における数値である。
| 1日平均乗車人員推移（JR東日本） | 1日平均乗車人員推移（JR東日本） | 1日平均乗車人員推移（JR東日本） | 1日平均乗車人員推移（JR東日本） | 1日平均乗車人員推移（JR東日本） | 1日平均乗車人員推移（JR東日本） | 1日平均乗車人員推移（JR東日本） |
| 年度                            | 定期外                          | 定期                            | 合計                            | 前年度比                        | 出典                            | 出典                            |
| 年度                            | 定期外                          | 定期                            | 合計                            | 前年度比                        | JR東日本                        | 軽井沢町                        |
| ------------------------------- | ------------------------------- | ------------------------------- | ------------------------------- | ------------------------------- | ------------------------------- | ------------------------------- |
| 1997年（平成09年）              |                                 |                                 | 1,829                           |                                 |                                 | [ 軽 1 ]                        |
| 1998年（平成10年）              |                                 |                                 | 2,414                           |                                 |                                 | [ 軽 1 ]                        |
| 1999年（平成11年）              |                                 |                                 | 2,444                           |                                 |                                 | [ 軽 1 ]                        |
| 2000年（平成12年）              |                                 |                                 | 2,502                           |                                 | [ J 1 ]                         | [ 軽 1 ]                        |
| 2001年（平成13年）              |                                 |                                 | 2,550                           |                                 | [ J 2 ]                         | [ 軽 1 ]                        |
| 2002年（平成14年）              |                                 |                                 | 2,375                           |                                 | [ J 3 ]                         | [ 軽 1 ]                        |
| 2003年（平成15年）              |                                 |                                 | 2,354                           |                                 | [ J 4 ]                         | [ 軽 1 ]                        |
| 2004年（平成16年）              |                                 |                                 | 2,385                           |                                 | [ J 5 ]                         | [ 軽 1 ] [ 軽 2 ]               |
| 2005年（平成17年）              |                                 |                                 | 2,535                           |                                 | [ J 6 ]                         | [ 軽 2 ]                        |
| 2006年（平成18年）              |                                 |                                 | 2,624                           |                                 | [ J 7 ]                         | [ 軽 2 ]                        |
| 2007年（平成19年）              |                                 |                                 | 2,803                           |                                 | [ J 8 ]                         | [ 軽 2 ]                        |
| 2008年（平成20年）              |                                 |                                 | 2,877                           |                                 | [ J 9 ]                         | [ 軽 2 ]                        |
| 2009年（平成21年）              |                                 |                                 | 2,728                           |                                 | [ J 10 ]                        | [ 軽 2 ]                        |
| 2010年（平成22年）              |                                 |                                 | 2,718                           |                                 | [ J 11 ]                        | [ 軽 2 ]                        |
| 2011年（平成23年）              |                                 |                                 | 2,732                           |                                 | [ J 12 ]                        | [ 軽 2 ]                        |
| 2012年（平成24年）              | 2,558 (2,530)                   | 358 (358)                       | 2,917 (2,889)                   |                                 | [ J 13 ] [ 新 2 ]               | [ 軽 2 ]                        |
| 2013年（平成25年）              | 2,703 (2,683)                   | 380 (380)                       | 3,083 (3,063)                   |                                 | [ J 14 ] [ 新 3 ]               | [ 軽 2 ]                        |
| 2014年（平成26年）              | 2,932 (2,904)                   | 422 (422)                       | 3,355 (3,327)                   |                                 | [ J 15 ] [ 新 4 ]               | [ 軽 3 ]                        |
| 2015年（平成27年）              | 3,177 (3,135)                   | 424 (424)                       | 3,602 (3,559)                   |                                 | [ J 16 ] [ 新 5 ]               | [ 軽 3 ]                        |
| 2016年（平成28年）              | 3,241 (3,208)                   | 428 (428)                       | 3,670 (3,637)                   |                                 | [ J 17 ] [ 新 6 ]               | [ 軽 3 ]                        |
| 2017年（平成29年）              | 3,346 (3,321)                   | 450 (450)                       | 3,796 (3,772)                   |                                 | [ J 18 ] [ 新 7 ]               | [ 軽 3 ]                        |
| 2018年（平成30年）              | 3,537 (3,517)                   | 476 (476)                       | 4,013 (3,993)                   |                                 | [ J 19 ] [ 新 8 ]               | [ 軽 3 ]                        |
| 2019年（令和元年）              | 3,464 (3,472)                   | 577 (577)                       | 4,042 (4,050)                   |                                 | [ J 20 ] [ 新 9 ]               | [ 軽 3 ]                        |
| 2020年（令和02年）              | 1,473 (1,521)                   | 438 (438)                       | 1,911 (1,960)                   | −52.7%                          | [ J 21 ] [ 新 10 ]              | [ 軽 3 ]                        |
| 2021年（令和03年）              | 2,108 (2,145)                   | 455 (455)                       | 2,564 (2,601)                   | 34.1%                           | [ J 22 ] [ 新 11 ]              | [ 軽 3 ]                        |
| 2022年（令和04年）              | 3,197 (3,237)                   | 491 (491)                       | 3,688 (3,729)                   | 43.9%                           | [ J 23 ] [ 新 12 ]              | [ 軽 3 ]                        |
| 2023年（令和05年）              | 3,765 (3,823)                   | 536 (536)                       | 4,302 (4,360)                   | 116.9%                          | [ J 24 ] [ 新 1 ]               | [ 軽 3 ]                        |

### しなの鉄道
2024年度（令和6年度）の1日平均乗車人員は1,530人である。
開業後の推移は以下のとおりである。
| 乗車人員推移（しなの鉄道） | 乗車人員推移（しなの鉄道） | 乗車人員推移（しなの鉄道） |
| 年度                       | 1日平均 乗車人員           | 出典                       |
| -------------------------- | -------------------------- | -------------------------- |
| 1997年（平成09年）         | 1,249                      | [ 軽 1 ]                   |
| 1998年（平成10年）         | 1,309                      | [ 軽 1 ]                   |
| 1999年（平成11年）         | 1,277                      | [ 軽 1 ]                   |
| 2000年（平成12年）         | 1,278                      | [ 軽 1 ]                   |
| 2001年（平成13年）         | 1,333                      | [ 軽 1 ]                   |
| 2002年（平成14年）         | 1,234                      | [ 軽 1 ]                   |
| 2003年（平成15年）         | 1,120                      | [ 軽 1 ]                   |
| 2004年（平成16年）         | 1,116                      | [ 軽 1 ]                   |
| 2005年（平成17年）         | 1,140                      | [ 軽 1 ] [ 軽 2 ]          |
| 2006年（平成18年）         | 1,148                      | [ 軽 2 ]                   |
| 2007年（平成19年）         | 1,182                      | [ 軽 2 ]                   |
| 2008年（平成20年）         | 1,143                      | [ 軽 2 ]                   |
| 2009年（平成21年）         | 1,067                      | [ 軽 2 ]                   |
| 2010年（平成22年）         | 1,056                      | [ 軽 2 ]                   |
| 2011年（平成23年）         | 1,096                      | [ 軽 2 ]                   |
| 2012年（平成24年）         | 1,183                      | [ 軽 2 ]                   |
| 2013年（平成25年）         | 1,252                      | [ 軽 2 ]                   |
| 2014年（平成26年）         | 1,357                      | [ 軽 2 ]                   |
| 2015年（平成27年）         | 1,364                      | [ 軽 3 ]                   |
| 2016年（平成28年）         | 1,386                      | [ 軽 3 ]                   |
| 2017年（平成29年）         | 1,499                      | [ 軽 3 ]                   |
| 2018年（平成30年）         | 1,621                      | [ 軽 3 ]                   |
| 2019年（令和元年）         | 1,524                      | [ 軽 3 ]                   |
| 2020年（令和02年）         | 884                        | [ 軽 3 ]                   |
| 2021年（令和03年）         | 1,029                      | [ 軽 3 ]                   |
| 2022年（令和04年）         | 1,274                      | [ 軽 3 ]                   |
| 2023年（令和05年）         | 1,431                      | [ 軽 3 ]                   |
| 2024年（令和06年）         | 1,530                      | [ 軽 3 ]                   |

### JRバス関東
2024年度（令和6年度）の1日平均乗車人員は70人である。
1997年度（平成9年度）の碓氷線バス開業後の推移は以下のとおりである。
| 乗車人員推移（JRバス関東） | 乗車人員推移（JRバス関東） | 乗車人員推移（JRバス関東） |
| 年度                       | 1日平均 乗車人員           | 出典                       |
| -------------------------- | -------------------------- | -------------------------- |
| 1997年（平成09年）         | 121                        | [ 軽 1 ]                   |
| 1998年（平成10年）         | 141                        | [ 軽 1 ]                   |
| 1999年（平成11年）         | 157                        | [ 軽 1 ]                   |
| 2000年（平成12年）         | 142                        | [ 軽 1 ]                   |
| 2001年（平成13年）         | 115                        | [ 軽 1 ]                   |
| 2002年（平成14年）         | 104                        | [ 軽 1 ]                   |
| 2003年（平成15年）         | 93                         | [ 軽 1 ]                   |
| 2004年（平成16年）         | 90                         | [ 軽 1 ]                   |
| 2005年（平成17年）         | 92                         | [ 軽 1 ] [ 軽 2 ]          |
| 2006年（平成18年）         | 93                         | [ 軽 2 ]                   |
| 2007年（平成19年）         | 106                        | [ 軽 2 ]                   |
| 2008年（平成20年）         | 106                        | [ 軽 2 ]                   |
| 2009年（平成21年）         | 95                         | [ 軽 2 ]                   |
| 2010年（平成22年）         | 88                         | [ 軽 2 ]                   |
| 2011年（平成23年）         | 83                         | [ 軽 2 ]                   |
| 2012年（平成24年）         | 81                         | [ 軽 2 ]                   |
| 2013年（平成25年）         | 75                         | [ 軽 2 ]                   |
| 2014年（平成26年）         | 77                         | [ 軽 2 ]                   |
| 2015年（平成27年）         | 80                         | [ 軽 3 ]                   |
| 2016年（平成28年）         | 82                         | [ 軽 3 ]                   |
| 2017年（平成29年）         | 76                         | [ 軽 3 ]                   |
| 2018年（平成30年）         | 75                         | [ 軽 3 ]                   |
| 2019年（令和元年）         | 72                         | [ 軽 3 ]                   |
| 2020年（令和02年）         | 46                         | [ 軽 3 ]                   |
| 2021年（令和03年）         | 48                         | [ 軽 3 ]                   |
| 2022年（令和04年）         | 58                         | [ 軽 3 ]                   |
| 2023年（令和05年）         | 60                         | [ 軽 3 ]                   |
| 2024年（令和06年）         | 70                         | [ 軽 3 ]                   |

## 駅周辺
軽井沢はコクド（現・プリンスホテル）が堤康次郎・堤義明の二代に渡って長年開発してきたため、西武系の施設が多く点在している。
- ザ・プリンス軽井沢（旧・軽井沢プリンスホテル南館）
- 軽井沢プリンスホテル イースト/ウエスト - 2021年（令和3年）2月17日より、イーストにて、駅ナカシェアオフィス「STATION WORK」の利用が可能（事前予約制）[33][報道 6]。
- 軽井沢・プリンスショッピングプラザ[2]
- 軽井沢72ゴルフ
- 軽井沢プリンスホテルゴルフコース
- 軽井沢ゴルフ倶楽部
- 晴山ゴルフ場
- 軽井沢プリンスボウル
- 軽井沢プリンスホテルスキー場（例年11月1日ごろオープン。ICS（人工造雪機）により、プリンスホテル系列のスキー場としては最も早い）
- 軽井沢・プリンスゆり園
- 軽井沢大賀ホール[2]
- 万平ホテル
- 旧三笠ホテル[4]
- 旧軽井沢メインストリート
- 三笠通り
- 八十二銀行
- 草軽交通本社
- 軽井沢警察署[4]

群馬県との県境が近く草津町や嬬恋村の一部もこの駅の利用圏である。

## バス路線
いずれも北口側からの発着。

### 一般路線
| のりば | 運行事業者         | 路線・行先 | 備考                                       |
| ------ | ------------------ | --- | ------------------------------------------ |
| 1      | 西武観光バス       | - 浅間白根火山線：草津温泉／万座／軽井沢営業所 - 急行塩沢湖線：絵本の森美術館エルツおもちゃ博物館 - 観光循環バス（北コース／南コース） | 「急行塩沢湖線」「観光循環バス」は季節運行 |
| 1      | 長電バス           | ほたる温泉・蓮池・上林温泉口・渋温泉・湯田中駅・山ノ内町竜王ターミナル                                                                 | 予約制・毎週土曜日運行                     |
| 2      | 草軽交通           | - 急行草軽線：草津温泉 - 北軽井沢線：北軽井沢                                                                                          | 「急行草軽線」の1本は各駅停車便            |
| 4      | 西武観光バス       | 南軽井沢線：発地方面循環 |                                            |
| 4      | 軽井沢町内循環バス | 東・南廻り線：発地方面循環 |                                            |
| 5      | JRバス関東         | 碓氷線：横川駅 |                                            |

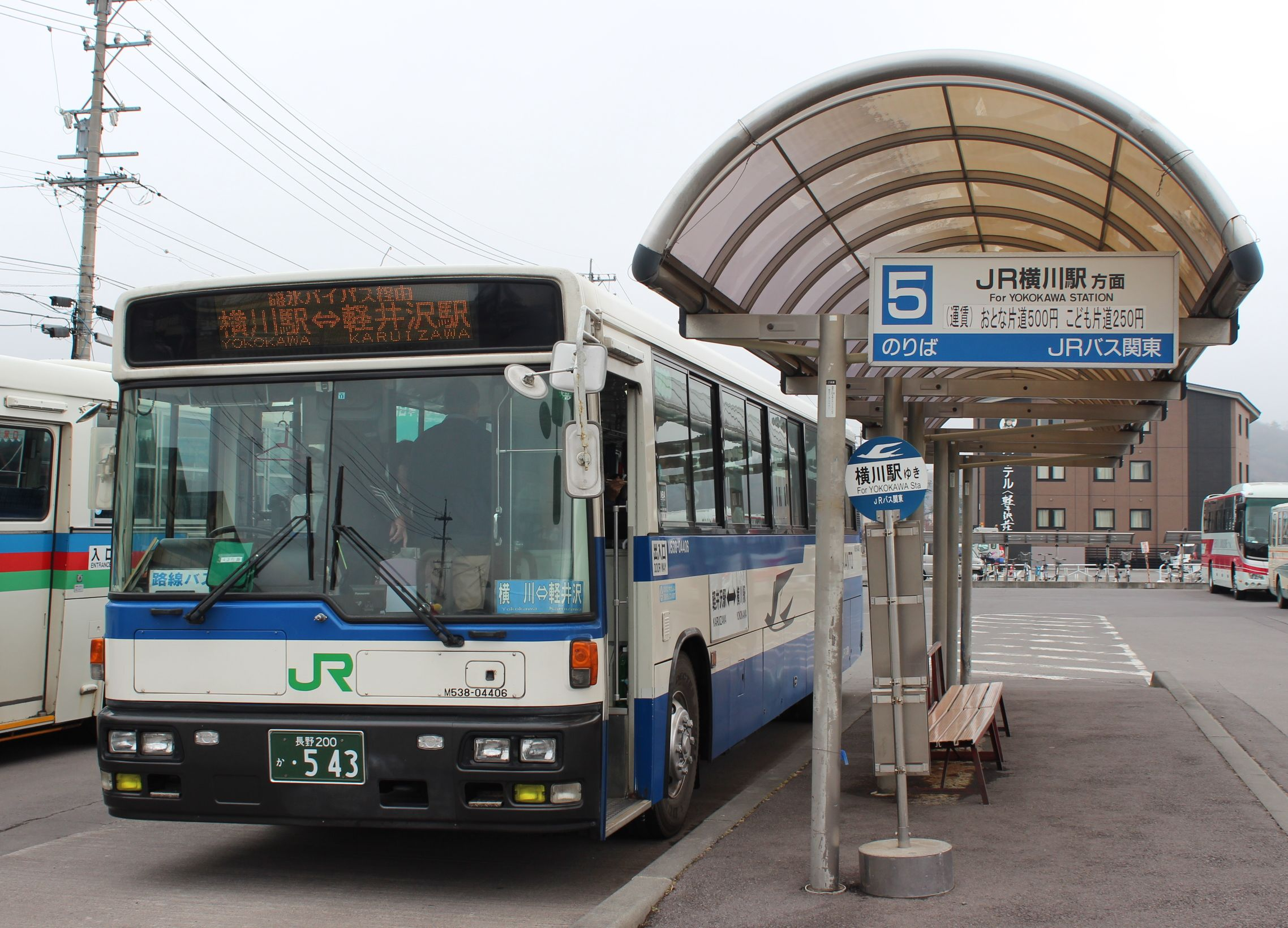
のりば5（JRバス関東碓氷線）

### 高速バス
| のりば                      | 運行事業者                                      | 路線・行先 |
| --------------------------- | ----------------------------------------------- | --- |
| 3                           | - 西武バス - 西武観光バス - 千曲バス            | 千曲三線：川越的場・練馬駅・下落合駅・池袋駅東口方面／バスタ新宿（新宿駅）方面／サンシャインシティプリンスホテル（池袋）方面／ザ・プリンスギャラリー 東京紀尾井町方面 |
| 3                           | 千曲バス                                        | 立川線：玉川上水駅北口・立川駅北口方面 |
| 3                           | - 千曲バス - 近鉄バス                           | 千曲川ライナー：京都駅八条口・東梅田駅（大阪駅前）・大阪（あべの橋）・USJ方面（夜行）                                                                                 |
| 3                           | - 西武バス - 上田バス - 東急トランセ - 京王バス | 渋谷マークシティ（渋谷駅）・二子玉川ライズ・楽天クリムゾンハウス（二子玉川駅）方面                                                                                    |
| 3                           | - 上田バス - 東急バス - 相鉄バス                | たまプラーザ駅・新横浜駅・横浜駅方面 |
| 5                           | - JRバス関東 - 西日本JRバス                     | 青春ドリーム信州号：京都駅烏丸口・大阪駅JR高速バスターミナル・USJ方面（夜行）                                                                                         |
| 軽井沢駅北口 （中山道沿い） | 昌栄高速運輸                                    | どっとこむライナー：バスタ新宿・東京駅（鍛冶橋駐車場）方面／長野駅・須坂インターターミナル方面                                                                        |

## その他
事務管コードは信越本線時代は▲411110を使用していた。

## 隣の駅
東日本旅客鉄道（JR東日本）
 北陸新幹線
安中榛名駅 - 軽井沢駅 - 佐久平駅
しなの鉄道
■しなの鉄道線
- 特別快速「軽井沢リゾート号」・観光列車「ろくもん」発着駅

□快速・■普通
軽井沢駅 - 中軽井沢駅

### かつて存在した路線
東日本旅客鉄道（JR東日本）
信越本線
横川駅 - （丸山信号場） - （熊ノ平信号場） - （矢ヶ崎信号場） - 軽井沢駅

### 記事本文
1. 1 2 3 4 5 6  “JR東日本：各駅情報(軽井沢駅)”.   東日本旅客鉄道. 2015年3月31日閲覧。
2. 1 2 3 4 5 6 7 8 9 10 11  長野県全駅、p.12。
3. 1 2  “軽井沢駅”.   しなの鉄道. 2015年3月31日閲覧。
4. 1 2 3 4 5 6 7 8 9 10 11 12 13 14 15  長野県全駅、p.238。
5. ↑  軽井沢駅(JRおでかけネット)
6. 1 2 3 4 5 6  『日本鉄道旅行地図帳 3号 関東1』新潮社 2008年7月18日 24頁
7. 1 2 3 4 5 6 7  祖田 圭介（鉄道総合技術研究所）「横川駅と軽井沢駅の配線の今昔」『鉄道ピクトリアル』第47巻第8号、株式会社電気車研究会（鉄道図書刊行会）、1997年8月、60-62頁。
8. 1 2 3 4  小西 純一（信州大学工学部助教授）「碓氷峠の鉄道をめぐる興味」『鉄道ピクトリアル』第47巻第8号、株式会社電気車研究会（鉄道図書刊行会）、1997年8月、10-19頁。
9. ↑  「軽便鉄道運輸開始」『官報』1915年8月6日（国立国会図書館デジタルコレクション）
10. ↑  『東京急行電鉄50年史』東京急行電鉄株式会社、1973年4月18日、1189頁。
11. ↑  「過激派事件 軽井沢駅で4人逮捕」『朝日新聞』昭和47年（1972年）2月19日夕刊、3版、1面
12. ↑  1974年（昭和49年）9月12日日本国有鉄道公示第208号「駅の営業範囲の改正」
13. ↑  1982年（昭和57年）11月13日日本国有鉄道公示第168号「駅の営業範囲の改正」
14. ↑  1984年（昭和59年）1月30日日本国有鉄道公示第174号「駅の営業範囲の改正」
15. ↑  1987年（昭和62年）2月5日日本国有鉄道公示第210号「駅の営業範囲の改正」
16. ↑  石野哲（編）『停車場変遷大事典 国鉄・JR編 Ⅱ』（初版）JTB、1998年10月1日、575頁。ISBN 978-4-533-02980-6。
17. ↑  “廃止後の碓氷線　平成11年5月23日 軽井沢駅”.   さよなら碓氷峠. 2017年5月31日閲覧。
18. ↑  「JR年表」『JR気動車客車編成表 '00年版』ジェー・アール・アール、2000年7月1日、185頁。ISBN 4-88283-121-X。
19. ↑  “お知らせ一覧 > 3/3(水)軽井沢駅にSTATION BOOTHが開業します!”.   STATION WORK (2021年3月2日). 2021年3月3日時点のオリジナルよりアーカイブ。2021年3月5日閲覧。
20. ↑  【軽井沢駅】タイムズ軽井沢駅前店・営業終了のお知らせ
21. ↑  軽井沢駅 - しなの鉄道。2024年9月30日閲覧。
22. 1 2 3 4  『週刊 JR全駅・全車両基地』 14号 長野駅・新津駅・高田駅ほか、朝日新聞出版〈週刊朝日百科〉、2012年11月11日、26頁。
23. ↑  北陸新幹線（高崎・長野間）- 鉄道・運輸機構
24. 1 2  軽井沢駅 - 東日本旅客鉄道株式会社 長野支社（駅の小さな物語）、2015年8月6日閲覧。
25. ↑  鉄道ファン (雑誌) (2017年2月10日). “北陸新幹線軽井沢駅に可動式ホーム柵”. railf.jp（鉄道ニュース） (交友社) 2017年2月12日閲覧。
26. 1 2  “JR東日本：駅構内図・バリアフリー情報（軽井沢駅）”.   東日本旅客鉄道. 2025年6月5日閲覧。
27. ↑  “軽井沢駅 | 沿線情報 | しなの鉄道株式会社”.   しなの鉄道. 2025年6月5日閲覧。
28. ↑  「つい誰かに教えたくなる鉄道雑学」KKベストセラーズ、P.3。
29. ↑  しなの鉄道沿線の保存車両のご案内 しなの鉄道公認非公式
30. ↑  『197駅320種 うまい駅弁味めぐり』弘済出版社 （1986年）
31. ↑  『JTB時刻表 2025年3月号』JTBパブリッシング、2025年、95,572頁。
32. ↑  “元祖ファストフード　「立ちそば」の進化がすごい”NIKKEI STYLE（2016/10/21）
33. ↑  “お知らせ一覧 > 2/17(水)ホテルの利用可能施設が拡大します!”.   STATION WORK (2021年2月16日). 2021年2月19日時点のオリジナルよりアーカイブ。2021年2月19日閲覧。
34. ↑  “山ノ内町と軽井沢駅を結ぶ新路線運行開始!” (PDF).  長電バス. 2014年5月8日時点のオリジナルよりアーカイブ。2014年10月18日閲覧。
35. ↑  日本国有鉄道旅客局(1984)『鉄道・航路旅客運賃・料金算出表 昭和59年４月20日現行』。

#### 報道発表資料
1. ↑  『Suica FREX 定期券をご利用いただける駅が増えます』（PDF）（プレスリリース）東日本旅客鉄道、2015年12月21日。オリジナルの2019年7月15日時点におけるアーカイブ。2020年5月25日閲覧。
2. 1 2 3 4 5 6  『しなの鉄道開業20周年記念事業 旧軽井沢駅舎が駅として復活します』（PDF）（プレスリリース）しなの鉄道、2017年8月30日。オリジナルの2020年7月3日時点におけるアーカイブ。2020年7月3日閲覧。
3. 1 2  『軽井沢駅「駅ナカ」開発プロジェクト 第1弾 懐かしくて新しい軽井沢駅のオープンについて』（PDF）（プレスリリース）しなの鉄道、2017年10月18日。オリジナルの2020年7月4日時点におけるアーカイブ。2020年7月5日閲覧。
4. ↑  『「新幹線eチケットサービス」が始まります!』（PDF）（プレスリリース）東日本旅客鉄道／北海道旅客鉄道／西日本旅客鉄道、2020年2月4日。オリジナルの2020年5月24日時点におけるアーカイブ。2020年5月24日閲覧。
5. ↑  『長野エリアのワーケーション推進「STATION WORK 長野」「STATION BOOTH 軽井沢」続々開業!! ～駅ビル「MIDORI 長野」にJR東日本初のセットアップ型オフィスが誕生します～』（PDF）（プレスリリース）東日本旅客鉄道、2020年12月16日。オリジナルの2020年12月16日時点におけるアーカイブ。2020年12月16日閲覧。
6. 1 2  『STATION WORKは2020年度100カ所ネットワークへ ～東日本エリア全域へ一挙拡大。ホテルワーク・ジムワークなどの新たなワークスタイルを提案します～』（PDF）（プレスリリース）東日本旅客鉄道、2021年2月8日。オリジナルの2021年2月8日時点におけるアーカイブ。2021年2月8日閲覧。
7. ↑  『タッチでGo!新幹線 サービスエリア拡大について』（PDF）（プレスリリース）東日本旅客鉄道、2020年11月12日。オリジナルの2020年11月13日時点におけるアーカイブ。2020年11月13日閲覧。
8. ↑  『しなの鉄道全線への「Suica」導入について』（PDF）（プレスリリース）しなの鉄道、2025年2月27日。オリジナルの2025年2月27日時点におけるアーカイブ。2025年2月28日閲覧。
9. ↑  『軽井沢駅「駅ナカ」開発プロジェクト「森の小リスキッズステーションin軽井沢」&「しなの屋KARUIZAWA」のオープンについて』（PDF）（プレスリリース）しなの鉄道、2018年3月15日。オリジナルの2020年7月3日時点におけるアーカイブ。2020年7月3日閲覧。

#### 新聞記事
1. 1 2 3 4 5  「期待と不安乗せ しなの鉄道スタート」『信濃毎日新聞』信濃毎日新聞社、1997年10月1日。
2. 1 2 3  「信越線碓氷峠104年の歩みに幕 列車は思い出の中へ」『信濃毎日新聞』信濃毎日新聞社、1997年10月1日。
3. 1 2  「信濃路に新風、一番列車 響く万歳、歓迎太鼓」『信濃毎日新聞』信濃毎日新聞社、1997年10月1日。
4. ↑  「横川－軽井沢 代替バスほぼ満員に」『信濃毎日新聞』信濃毎日新聞社、1997年10月1日。
5. ↑  「旧軽井沢駅舎の改札口復活 明治の面影残す記念館に」『日本経済新聞』2017年10月27日。オリジナルの2019年3月27日時点におけるアーカイブ。2020年7月5日閲覧。
6. 1 2  「3世代だんらん 軽井沢駅遊園地 しなの鉄道が開発」『信濃毎日新聞』2017年3月15日。オリジナルの2017年3月15日時点におけるアーカイブ。2020年7月5日閲覧。
7. ↑  「しなの鉄道軽井沢駅、「駅ナカ」一新プロジェクト完了」『信濃毎日新聞』2018年3月16日。オリジナルの2018年3月16日時点におけるアーカイブ。2020年7月5日閲覧。

### 利用状況

#### JR東日本
1. ↑  “各駅の乗車人員（2000年度）”.   東日本旅客鉄道. 2019年3月25日閲覧。
2. ↑  “各駅の乗車人員（2001年度）”.   東日本旅客鉄道. 2019年3月25日閲覧。
3. ↑  “各駅の乗車人員（2002年度）”.   東日本旅客鉄道. 2019年3月25日閲覧。
4. ↑  “各駅の乗車人員（2003年度）”.   東日本旅客鉄道. 2019年3月25日閲覧。
5. ↑  “各駅の乗車人員（2004年度）”.   東日本旅客鉄道. 2019年3月25日閲覧。
6. ↑  “各駅の乗車人員（2005年度）”.   東日本旅客鉄道. 2019年3月25日閲覧。
7. ↑  “各駅の乗車人員（2006年度）”.   東日本旅客鉄道. 2019年3月25日閲覧。
8. ↑  “各駅の乗車人員（2007年度）”.   東日本旅客鉄道. 2019年3月25日閲覧。
9. ↑  “各駅の乗車人員（2008年度）”.   東日本旅客鉄道. 2019年3月25日閲覧。
10. ↑  “各駅の乗車人員（2009年度）”.   東日本旅客鉄道. 2019年3月25日閲覧。
11. ↑  “各駅の乗車人員（2010年度）”.   東日本旅客鉄道. 2019年3月25日閲覧。
12. ↑  “各駅の乗車人員（2011年度）”.   東日本旅客鉄道. 2019年3月25日閲覧。
13. ↑  “各駅の乗車人員（2012年度）”.   東日本旅客鉄道. 2021年7月11日閲覧。
14. ↑  “各駅の乗車人員（2013年度）”.   東日本旅客鉄道. 2024年10月10日閲覧。
15. ↑  “各駅の乗車人員（2014年度）”.   東日本旅客鉄道. 2024年10月10日閲覧。
16. ↑  “各駅の乗車人員（2015年度）”.   東日本旅客鉄道. 2024年10月10日閲覧。
17. ↑  “各駅の乗車人員（2016年度）”.   東日本旅客鉄道. 2021年7月11日閲覧。
18. ↑  “各駅の乗車人員（2017年度）”.   東日本旅客鉄道. 2021年7月11日閲覧。
19. ↑  “各駅の乗車人員（2018年度）”.   東日本旅客鉄道. 2021年7月11日閲覧。
20. ↑  “各駅の乗車人員（2019年度）”.   東日本旅客鉄道. 2021年7月11日閲覧。
21. ↑  “各駅の乗車人員（2020年度）”.   東日本旅客鉄道. 2021年7月11日閲覧。
22. ↑  “各駅の乗車人員（2021年度）”.   東日本旅客鉄道. 2022年8月3日閲覧。
23. ↑  “各駅の乗車人員（2022年度）”.   東日本旅客鉄道. 2023年7月11日閲覧。
24. ↑  “各駅の乗車人員（2023年度）”.   東日本旅客鉄道. 2024年7月21日閲覧。

新幹線
1. 1 2  “新幹線駅別乗車人員（2023年度）”.   東日本旅客鉄道. 2024年7月21日閲覧。
2. ↑  “新幹線駅別乗車人員（2012年度）”.   東日本旅客鉄道. 2019年3月25日閲覧。
3. ↑  “新幹線駅別乗車人員（2013年度）”.   東日本旅客鉄道. 2019年3月25日閲覧。
4. ↑  “新幹線駅別乗車人員（2014年度）”.   東日本旅客鉄道. 2019年3月25日閲覧。
5. ↑  “新幹線駅別乗車人員（2015年度）”.   東日本旅客鉄道. 2019年3月25日閲覧。
6. ↑  “新幹線駅別乗車人員（2016年度）”.   東日本旅客鉄道. 2019年3月25日閲覧。
7. ↑  “新幹線駅別乗車人員（2017年度）”.   東日本旅客鉄道. 2019年3月25日閲覧。
8. ↑  “新幹線駅別乗車人員（2018年度）”.   東日本旅客鉄道. 2019年7月9日閲覧。
9. ↑  “新幹線駅別乗車人員（2019年度）”.   東日本旅客鉄道. 2020年7月11日閲覧。
10. ↑  “新幹線駅別乗車人員（2020年度）”.   東日本旅客鉄道. 2021年7月11日閲覧。
11. ↑  “新幹線駅別乗車人員（2021年度）”.   東日本旅客鉄道. 2022年8月3日閲覧。
12. ↑  “新幹線駅別乗車人員（2022年度）”.   東日本旅客鉄道. 2023年7月11日閲覧。

#### 軽井沢町
1. 1 2 3 4 5 6  “平成18年度 軽井沢町の統計” (PDF).   軽井沢町. p. 73. 2006年10月6日時点のオリジナルよりアーカイブ。2024年9月30日閲覧。
2. 1 2 3 4 5 6  “平成26年度 軽井沢町の統計” (PDF).   軽井沢町. p. 79 (2025年3月25日). 2025年7月3日閲覧。
3. 1 2 3 4  “令和07年度 軽井沢町の統計” (PDF).   軽井沢町. p. 1 (2025年6月25日). 2025年7月3日閲覧。